# Белоградчишка духовна околия
Белоградчишката духовна околия е околия и архиерейско наместничество с център град Белоградчик във Видинската епархия на Българската православна църква.

## Храмове
- „Св. пророк Илия“, Рабиша
- „Св. св. Кирил и Методий“, Раяновци
- „Св. св. Константин и Елена“, Гранитово, построен през 1873 г.
- „Св. апостоли Петър и Павел“, Дъбравка
- „Успение на Пресвета Богородица“, Салаш
- „Възнесение Христово“, Праужда
- „Възнесение Христово“, Стакевци
- „Възнесение Христово“, Протопопинци
- „Възнесение Христово“, Средогрив, построен през 1890 г.
- „Св. вмчк. Георги“, Орешец, построен през 1866 г.
- „Св. Георги“, Белоградчик
- „Св. Георги“, Репляна
- „Св. Троица“, Боровица
- „Св. Троица“, Долни Лом, построен през 1848 г.
- „Св. Параскева“, Горни Лом
- „Св. Николай“, Търговище, построен в 1870-1872 година
- „Св. Йоан Кръстител“, Върбово
- „Св. Йоан Рилски“, Чупрене